# Dennis M. Hertel

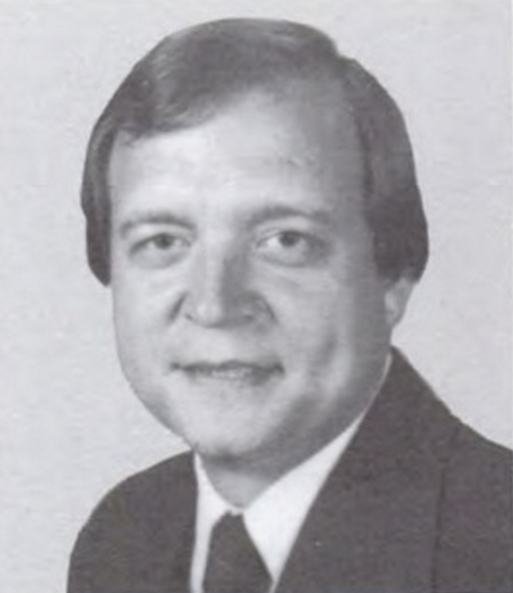
Dennis M. Hertel

Dennis Mark Hertel (* 7. Dezember 1948 in Detroit, Michigan) ist ein US-amerikanischer Politiker. Zwischen 1981 und 1993 vertrat er den Bundesstaat Michigan im US-Repräsentantenhaus.

## Werdegang
Dennis Hertel besuchte die öffentlichen Schulen seiner Heimat, darunter bis 1967 die Denby High School. Anschließend studierte er bis 1971 an der Eastern Michigan University in Ypsilanti. Nach einem anschließenden Jurastudium an der Wayne State University und seiner im Jahr 1975 erfolgten Zulassung als Rechtsanwalt begann er in Detroit in seinem neuen Beruf zu arbeiten. Gleichzeitig begann er als Mitglied der Demokratischen Partei eine politische Laufbahn.
Zwischen 1975 und 1980 saß Hertel als Abgeordneter im Repräsentantenhaus von Michigan. Bei den Kongresswahlen des Jahres 1980 wurde er im 14. Wahlbezirk von Michigan in das US-Repräsentantenhaus in Washington, D.C. gewählt, wo er am 3. Januar 1981 die Nachfolge von Lucien N. Nedzi antrat. Nach fünf Wiederwahlen konnte er bis zum 3. Januar 1993 sechs Legislaturperioden im Kongress absolvieren. 1992 verzichtete Hertel auf eine erneute Kandidatur. In der Folge praktizierte er als Anwalt in einer großen Gemeinschaftskanzlei. Im Jahr 2010 war als Berater der Livingston Group, eines Lobbyistenverbandes, in der Bundeshauptstadt Washington tätig.